# The Tallest Man on Earth
The Tallest Man on Earth, de son véritable nom Jens Kristian Matsson, né le 30 avril 1983 à Leksand en Suède, est un chanteur folk d'origine suédoise. L'artiste cite parmi ses influences des artistes comme Bob Dylan, Feist, Velvet Underground et Billie Holiday.
Il est aussi le chanteur du groupe Montezumas.

## Biographie
En 2006, The Tallest Man On Earth enregistre son premier EP intitulé The Tallest Man on Earth. Le 5 mars 2008, il sort son premier album Shallow Grave composé de 10 titres. L'album reçoit une très bonne critique. Pitchfork, un site Web américain consacré à la critique musicale accorde à l'album une note de 8,3/10. Shallow Grave est aussi nommé sixième meilleur album de l'année 2008 par Obscure Sound.
Après une tournée aux États-Unis avec John Vanderslice en 2007-2008 et Bon Iver fin 2008, Kristian Matsson part en tournée en Europe au début de 2010 avec des dates en France, en Angleterre, en Espagne, en Belgique, en Allemagne...
Son année 2010 est particulièrement chargée avec la sortie d'un nouvel album The Wild Hunt une nouvelle fois largement salué tant par la critique internationale (Pitchfork le créditant notamment d'une note de 8.5) que française,,, et qui est rapidement doublée quelques mois plus tard par celle presque aussi acclamée d'un EP de cinq titres intitulé Sometimes the Blues Is Just a Passing Bird,,.
L'accueil particulièrement favorable réservé à ses dernières productions, couplé à la signature dans le label Dead Oceans qui lui permet de toucher une audience beaucoup plus large, permet à Kristian Matsson de se lancer dans une tournée d'ampleur qui le voit parcourir les États-Unis puis l'Europe entière pendant près de 6 mois.

## Discographie

### Albums studio
- 2006 - The Tallest Man on Earth (Ep)
- 2008 - Shallow Grave
- 2010 - The Wild Hunt
- 2012 - There's No Leaving Now
- 2015 - Dark Bird Is Home
- 2019 - I Love You. It's a Fever Dream
- 2022 - Too Late For Edelweiss (Album de reprises)
- 2023 - Henry St.